# Сорокин, Олег Михайлович (композитор)
Оле́г Миха́йлович Соро́кин (28 мая 1948 года, Астрахань — 24 января 2013 года, Москва) — советский и российский композитор, руководитель группы «Девчата».

## Биография
Его отец, Сорокин Михаил Иванович — офицер Советской армии. Мать, Сорокина Вера Сергеевна — врач-педиатр. Детство прошло в Алтайском крае, позже в Сибири, затем в Латвии. Учился в музыкальном училище имени Язепа Медыня в Риге, затем в МГИК.
Работал в «Москонцерте» в качестве вокалиста-инструменталиста, в Московской областной филармонии в качестве музыкального руководителя группы «Девчата». Затем работал в группе «Цветы» у Стаса Намина, в ВИА «Голубые гитары», с которыми неоднократно выезжал на гастроли за рубеж. В 1985 году вернулся в Московскую областную филармонию в качестве художественного руководителя группы «Девчата».

В 1995 году увлёкся написанием песен в стиле шансон. С успехом дебютировал на радиостанции «Радио Шансон» с песнями «Эпизод», «Фролляйн», «Наденька», «Ваньки-Встаньки».
Как композитор сотрудничал с такими певцами, как Ксения Георгиади, Екатерина Семёнова, Иосиф Кобзон, Лев Лещенко, Николай Караченцов, Алексей Глызин, Лада Дэнс, Владимир Винокур, Алика Смехова, Ирина Аллегрова, Анастасия Стоцкая, Михаил Евдокимов, а также с группами: «Самоцветы», «Сябры», «Лейся, песня», «Красные маки».
В последние годы руководил новым составом группы «Девчата» (солистки Ирина Григорьева, Евгения Шаклеина, Алеся Кирпа и Наталья Нейт).
Скончался 24 января 2013 года в Москве.

## Избранные песни
- «Ни к чему» (слова Леонида Дербенёва), исполняют Лев Лещенко и Лада Дэнс
- «Дикая Волчица» (слова Александра Вулых), исполняет Ирина Аллегрова
- «Аромат любви» (слова Елены Небыловой), исполняет Лада Дэнс
- «На островах любви» (слова Валерия Сауткина), исполняет Лада Дэнс
- «Ветераны» (слова Игоря Шаферана), исполняет Иосиф Кобзон
- «Конкурс красоты» (слова Игоря Шаферана), исполняет Алика Смехова
- «Подруги замужем давно» (слова Михаила Шаброва), исполняет Екатерина Семёнова
- «Я всегда неправ» (слова Михаила Шаброва), исполняет Николай Караченцов
- «Счастливые случайности» (слова Сергея Алиханова и Александра Жигарева), исполняет Николай Караченцов[1]
- «Эпизод» (слова Бориса Салибова), исполняет Алексей Глызин